# Kira Muratova
Kira Muratova (ucraïnès: Кіра Георгіївна Муратова)  (Soroca, 5 de novembre de 1934 - Odessa, 6 de juny de 2018) nascuda com Kira Gueórguievna Korotkova, va ser una directora de cinema, guionista i actriu ucraïnesa. La seva obra ha estat qualificada com possiblement "una de les creacions més distintives i singulars del món cinematogràfic".
Tot i que les seves pel·lícules van patir una forta censura a la Unió Soviètica, va aconseguir convertir-se en una de les figures principals del cinema contemporani ucraïnès i rus.
Muratova va passar gran part de la seva carrera artística a Odessa, on va dirigir la majoria de les seves pel·lícules als Odesa Film Studios. La seva obra s'inclou en l'època soviètica i postsoviètica. Les seves pel·lícules han estat incloses a la llista de les 100 millors pel·lícules ucraïneses.

## Biografia

### Primers anys de vida i carrera
Kira Korotkova va néixer l'any 1934 a Soroca, Romania (actual Moldàvia) de pare rus i mare romanesa (d'origen jueu bessaràbi). Els seus pares eren comunistes actius i membres del Partit Comunista. El seu pare, Georgy Oleksandrovich Korotkov (1907-1941), era enginyer de professió, secretari del comitè regional clandestí del Partit Comunista de Romania, va participar en el moviment de guerrilla antifeixista durant la Segona Guerra Mundial, va ser arrestat per les forces romaneses i afusellat després d'un interrogatori. La seva mare Natalia Itskivna Korotkova (1906-1981), també era membre del Partit Comunista i va prendre el pseudònim polític Skurtu. Va ser una ginecòloga, autora de llibres científics, va tenir un paper important en la vida de Romania, treballant al Ministeri de Cultura i Ministeri de Sanitat i morí a Bucarest.
Després de la guerra, Kira va anar a viure a Bucarest amb la seva mare.
El 1952, va començar els seus estudis a la carrera Filologia de la Universitat Estatal de Moscou, però un any més tard, el 1953, va abandonar els estudis per estudiar Direcció de cinema a la Universitat Panrusa Gueràssimov on va estudiar amb Sergueï Gueràssimov i Tamara Makarova. Es va graduar el 1959.
Després es va traslladar a Odessa, una ciutat portuària al Mar Negre a prop de la seva Bessaràbia natal, i el 1961 va dirigir la seva primera pel·lícula professional als Odesa Film Studios, amb el seu marit Aleksandr Muratov У Крутого Яра (Per l'escarpat barranc). Va ser llavors quan va començar a definir el que després seria el seu estil i els temes més destacats: la complexitat psicològica i emocional dels seus personatges, la convivència. humana i la vida quotidiana de la gent comuna. El 1964 va codirigir la pel·lícula Наш честный хлеб (El nostre pa de cada dia) també amb Aleksandr Muratov.
Durant el règim soviètic, les seves obres van ser contínuament criticades perquè el seu llenguatge cinematogràfic no s'ajustava a les normes del realisme socialista, i per aquest motiu, les seves dues primeres, Короткие встречи (Trobades breus) (1967) i Долгие проводы (Els llargs adéus) (1971), van ser prohibides. La primera, tracta sobre un triangle amorós en una província russa; la segona, que s'estrenaria el 1987, explica la història d'un jove que abandona la seva mare per sortir a la recerca del seu pare. Tot i la seva senzillesa i realisme argumental, aquestes dues primeres obres es van caracteritzar per una experimentació inèdita per a la Rússia de llavors: excés en la utilització del primer pla, existència de salts narratius, independència entre allò audible i allò visual, entre altres tècniques poc usuals en el seu moment. El 1971 es va convertir en un punt d'inflexió en la seva carrera de directora, la pel·lícula Долгие проводы (Els llargs adéus) va provocar molts desacords al cinema estatal i a l'estudi de cinema d'Odessa (el resultat d'aquests escàndols va ser l'acomiadament del director de l'estudi de cinema d'Odessa i del cap del cinema estatal d'Ucraïna), i la pel·lícula va ser arxivada i prohibida per una resolució especial del Comitè Central del Partit Comunista d'Ucraïna durant més d'una dècada i mitja, i la pel·lícula es va estrenar a una àmplia distribució només a finals dels anys 80. El 1987, aquesta pel·lícula va guanyar un premi al Festival Internacional de Cinema de Locarno. El conflicte a l'estudi va fer que Kira Muratova es traslladés a Leningrad, on va treballar com a bibliotecària durant molt de temps, començant només a treballar en la seva nova pel·lícula a finals dels 70 als Lenfilm Studio, on va rodar Познавая белый свет (L'intent de descobrir l'immens món) (1978).
A Leningrad, Muratova va conèixer l'artista Yevhen Golubenko , que es va convertir en el seu segon marit i coautor dels guions.
Durant la Glàsnost, va filamar Среди серых камней (Entre pedres grises) (1983), considerada pel crític de cinema rus Andrei Plájov com «l'obra mestra russa més desestimada». La trama tracta novament sobre un triangle amorós, l'acció passa en un escenari de la construcció d'un nou establiment, entre maons, ciment i brutícia. La direcció del Cinema Estatal d'Ucraïna va exigir categòricament que s'eliminessin diverses escenes de la pel·lícula, de manera que Muratova es va negar a posar el seu nom als crèdits, i va signar sota el pseudònim d'Ivan Sídorov. Tanmateix, Muratova va continuar enfocant-se en una visió personal que, si d'una banda, incomodava els censors soviètics; de l'altra, els obligava a reconèixer un talent impossible de desestimar. Se li va oferir llavors el rodatge d'una adaptació de Княжна Мери (La princesa Mary), personatge de l'obra Un heroi del nostre temps de Mikhaïl Lérmontov, però el projecte mai va arribar a realitzar-se.

## Períodepostsoviètic
Finalitzada la censura va començar un període extremadament prolífic durant el qual va fer un llargmetratge cada dos o tres anys, sovint treballant amb els mateixos repartiment i equips, com per exemple les dues actrius Renata Litvinova i Natalya Buzko.
El 1987 va rodar la pel·lícula Перемена участи (Canvi de fortuna) i, el 1989, una de les seves obres més transcendents: Астенический синдром (Síndrome astènica). En aquesta pel·lícula, Muratova juga amb el contrast del blanc i negre i el color (una part es va rodar en pel·lícula en blanc i negre, l'altra en color) els seus personatges presenten una narcolèpsia col·lectiva davant del pas cap al capitalisme; hi destaca també la cura extrema pels detalls —que seria una característica generalitzable a tota la seva carrera— i, especialment, les escenes —moltes vegades mudes— com a seqüències carregades de significats subtils. La pel·lícula no va estar exempta de controvèrsia, en aquest cas a causa d'una escena que es va considerar obscena, i se li va demanar —sense èxit— que l'eliminés. Amb aquesta obra va aconseguir el reconeixement internacional i va guanyar un premi especial del jurat del Festival de Cinema de Berlín.
La pe·lícula següent, Чувствительный милиционер (El polícia sentimental) (1992), no va obtenir una bona crítica, i els seus detractors la van trobar massa optimista. En canvi Увлеченья (Passions), rodada el 1994, va guanyar el Premi Nika (equivalent rus als Premis Oscar). Aquesta pel·lícula, es desmarca del concepte de cinema art que l'autora intentava desenvolupar, i és la més accessible al gran públic de la seva obra. La mateixa autora va admetre que, no només es tracta d'una pel·lícula superficial, sinó que va ser feta així a propòsit.
Три истории (Tres històries), rodada el 1997, presenta simultàniament una mirada cínica i comprensiva de la societat moderna. Consta de tres parts. La protagonista del segon —que pot ser vista com el personatge principal de tota l'obra—, «Ophelia», una infermera d'una sala de maternitat, constitueix una referència a l'Ofèlia de Shakespeare, mitjançant la qual es potencia la línia argumental de la temàtica hamletiana de la progressiva semblança dels fills amb els seus pares. Després del rodatge de Второстепенные люди (Ciutadans de segona) (2001), guanyadora del premi Lily d'or al Festival internacional de cinema de Wiesbaden (Festival InternacionalGoEast) i el premi FIPRESC en l'Open Russian Film Festival Kinotavr de Sotxi, en què es mostra com una dona enverina la seva parella abusadora i passeja el seu cos pel mig del carrer. Чеховские мотивы (Motius txejovians) (2002) va ser la pel·lícula que després de Síndrome astènica, tindria més repercussió i amb la qual guanyaria el màxim premi de la crítica de cinema russa l'Àries d'Or a la millor direcció. Es tracta d'una adaptació -marcada per l'absurd- de l'obra dramàtica Tatiana Répina d'Anton Txékhov. La primera mitja hora de la pel·lícula es mostra un noi que demana diners al seu pare, mentre la mare va repetint una mateixa frase desenes de vegades, l'escena es va fent cada cop més tensa i sense sentit. Finalment, el fill decideix marxar i acaba casualment en un casament. La següent hora de pel·lícula mostra el ritual del casament en una església ortodoxa russa. La durada de l'escena pretén respectar el temps real i mostrar cadascun dels detalls, de manera que l'espectador s'endinsa en el tedi i absurd igual que els protagonistes i viuen així, una mateixa experiència.
El 2004, va dirigir i escriure amb els guionistes Serguéi Chetvertkov i Yevgueni Golubenko, la pel·lícula Настройщик (l'Afinador). És tracta d'un jove afinador de pianos que es fa amic de dues ancianes riques amb el propòsit d'estafar-les. La pel·lícula va ser ben rebuda per la crítica i va guanyar el Premi Nika a la millor direcció i el Lily d'or. Als Estats Units, com a part d'una retrospectiva de les pel·lícules de Muratova, es va presentar l'any 2005 a diverses ciutats, entre elles a Nova York al Film Society of Lincoln Center i a Chicago al Gene Siskel Film Center.
A l'any següent, va dirigir Справка (Certificat), un curtmetratge de deu minuts escrits per Borís Hersonski i, el 2007, la pel·lícula Два в одном (Dos en un), escrita per Ievgueni Ievtuixenko i Renata Litvinova, que va guanyar el Premi Nika a la millor pel·lícula.
El 2009, va escriure i dirigir Melodies per a un orguenet, i el 2012, va rodar la seva darrera pel·lícula, la 22a, Вечное возвращение (L'etern retorn), que es va estrenar al VII Festival Internacional de Cinema de Roma. L'abril de 2013, la pel·lícula va ser guardonada amb el premi nacional de cinema rus Nika a la nominació Millor pel·lícula de la CEI i els Estats Bàltics
El 2017, Kira Muratov l'Acadèmia de les Arts i les Ciències Cinematogràfiques, la va convidar a formar par del jurat dels premis Oscar.
Fins a finals de la dècada de 1980, va tenir la ciutadania romanesa, després va adoptar la ciutadania soviètica i, després del col·lapse de la URSS, la ciutadania ucraïnesa.

## Estil i temàtica
L'obra de Muratova, propera a la línia del denominat cinema trist sorgit amb la Glàsnost soviètica, es mou entre un nihilisme i un humanisme extrem , i pren com a elements —tant d'estil cinematogràfic com de contingut narratiu— la lletjor, la crueltat i l'absurd.
La lletjor com a estètica és per a l'autora una obsessió que, a diferència d'altres directors obsessionats també amb aquest concepte, no va intentar mai mostrar d'una manera refinada, desafiant l'audiència a oblidar les seves pròpies concepcions de bellesa, ja que no busca embellir el que mostra perquè toampoc ho considera negatiu, i així per exemple, mostra imatges de persones nues poc atractives o d'aparença inusual.
La crueltat constitueix un altre component del seu estil. Més encara que els cossos mutilats de persones i animals, l'element que crida l'atenció és certa crueltat cap a l'espectador, certa intenció de molèstia sempre present, personatges que parlen en un to de veu excessivament agut o rient contínuament i sense cap raó, accions o frases repetides una vegada i una altra sense motiu, alternança brusca en la velocitat d'alguns diàlegs, personatges sobtadament agredits verbalment o físicament, etc.
L'absurd, per la seva banda, és constant a l'obra de Muratova. Les trames, o algunes escenes, són de vegades surrealistes; la forma d'actuar dels personatges, per moments, no obeeix a cap lògica i la serietat de determinats fets s'interromp moltes vegades de manera humorística.
El contingut de la seva obra té uns elements característics, com la crítica al paper tradicional de la dona i l'exacerbat rol de la família com a institució bàsica, la crítica a la rígida burocràcia soviètica i la presentació de personatges preocupats per ideals utòpics van ser elements clau per a la censura dels seus primers treballs. Són característiques a Muratova les històries sobre gent comuna i l'exploració, sempre entre la realitat i el sense sentit, de la psicologia dels seus personatges, particularment dels femenins.
Des d'un punt de vista formal, l'enfocament estilístic i temàtic de Kira Muratova és extrem. Per moments, les transicions entre escenes són suaus, sofisticades i agradables en relació, per exemple, a la tècnica del moviment de la càmera o coordinació de colors; en altres casos, aquesta suavitat desapareix i deixa lloc a una explosió de color, una edició caòtica i un joc de càmeres gairebé amateur. Per moments Muratova sembla tenir total control sobre la trama i els personatges; en altres, sembla deixar la pel·lícula completament a l'arbitri de l'aleatorietat, saltant entre personatges i trames o deixant línies narratives sobtadament en suspens perquè altres prenguin el seu lloc en qualsevol moment de l'obra. El seu treball provoca a l'espectador un fort impacte emocional, la desorientació i l'absència deliberada de qualsevol formalisme.
Les pel·lícules de Muratova eren generalment produccions d'Ucraïna o coproduccions entre Ucraïna i Rússia, sempre en llengua russa, encara que Muratova sabia parlar ucraïnès i no s'oposava a l'ucraïnització del cinema ucraïnès. Muratova va donar suport als manifestants de l'Euromaidan i la següent revolució ucraïnesa de 2014.
Al costat d'Aleksandr Sokurov, Muratova era considerada la directora de cinema contemporani en llengua russa amb més idiosincràsia. Les seves obres es poden veure com a postmodernes, emprant eclecticisme, paròdia, edició discontínua, narració interrompuda i estímuls visuals i sonors intensos, i el seu "humor amarg que reflecteix una societat violenta, sense amor i moralment buida".
Era una admiradora de Sergei Parajanov i el seu enfocament de l'ornamentalisme i de l'antirrealisme, s'ha comparat amb el seu.

### Reconeixements i premis

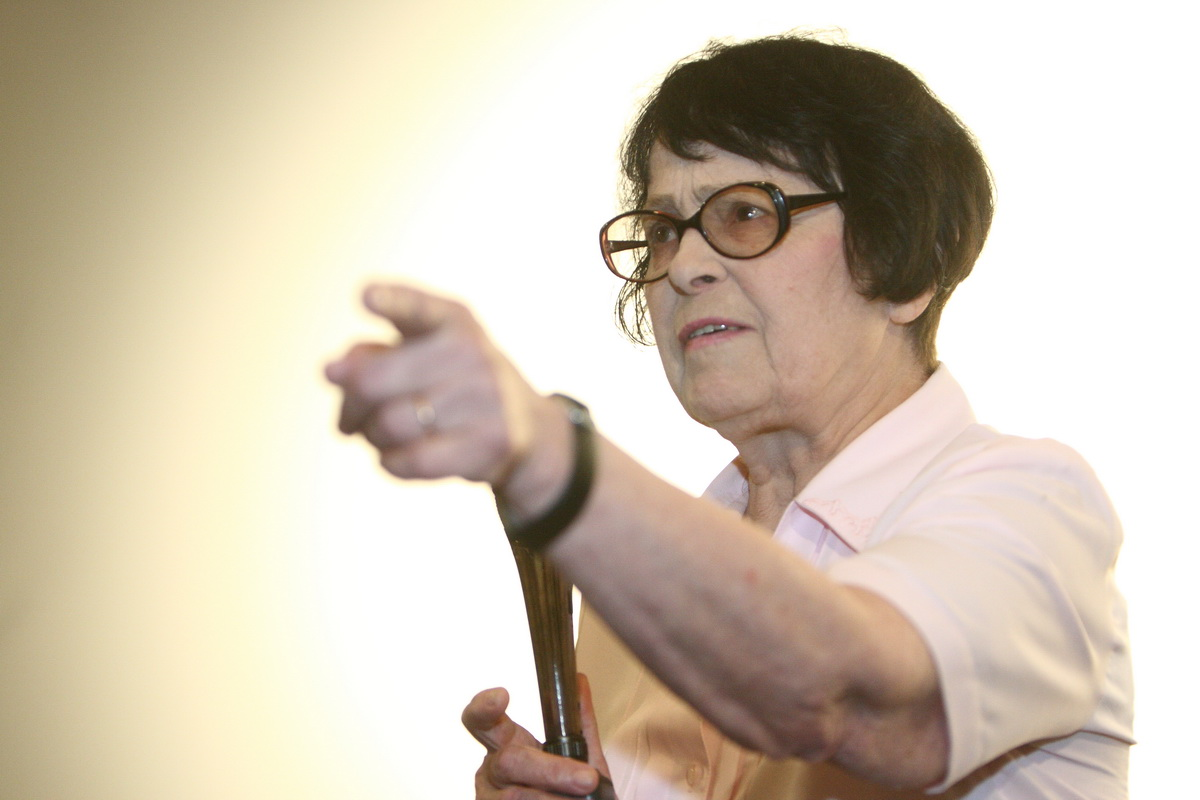
Muratova l'any 2010 en una classe magistral al Festival Internacional de Cinema d'Odessa

Va ser només durant Perestroyka que Muratova va rebre un ampli reconeixement públic i els primers premis. L'any 1988, el Festival Internacional de Cinema de Dones de Créteil (França) va mostrar una primera retrospectiva de les seves obres. La seva pel·lícula Entre pedres grises es va projectar a la secció Un Certain Regard al Festival de Cannes de 1988.
El 1990, la seva pel·lícula Síndrome astènica va guanyar el Gran Premi del Jurat de l'Ós de Plata a la Berlinale. El 1994 va rebre el Lleopard d'Honor per la seva obra al Festival Internacional de Cinema de Locarno (Suïssa) i l'any 2000 va rebre el Premi Andrzej Wajda a la Llibertat. El 1997, la seva pel·lícula Tres històries va ser presentada al 47è Festival Internacional de Cinema de Berlín.
La seva pel·lícula de 2002 Els motius de Txékhov va ser presentada al 24è Festival Internacional de Cinema de Moscou, i L'afinador es va projectar al Festival de Cinema de Venècia el 2004. Les seves pel·lícules van rebre el premi Nika els anys 1991,1995, 2005, 2007, 2009 i 2013. El 2005 es va mostrar una retrospectiva al Lincoln Center de la ciutat de Nova York. El 2013, es va mostrar una retrospectiva completa de les seves pel·lícules al Festival Internacional de Cinema de Rotterdam.

## Filmografia[33]
| Any  | Títol (anglès)                      | Títol (original)          | Directora | Guionista                               | Actriu | Notes                           |
| ---- | ----------------------------------- | ------------------------- | --------- | --------------------------------------- | ------ | ------------------------------- |
| 1961 | By the Steep Ravine                 | У Крутого Яра             | Sí        | Sí                                      |        | Amb Aleksandr Muratov           |
| 1964 | Our Honest Bread                    | Наш честный хлеб          | Sí        |                                         |        | Amb Aleksandr Muratov           |
| 1967 | Brief Encounters                    | Короткие встречи          | Sí        | Sí                                      | Sí     |                                 |
| 1971 | The Long Farewell                   | Долгие проводы            | Sí        |                                         |        |                                 |
| 1972 | Russia                              | Россия                    |           |                                         |        | Documental amb Theodore Holcomb |
| 1978 | Getting to Know the Big, Wide World | Познавая белый свет       | Sí        | Sí                                      |        |                                 |
| 1983 | Among Grey Stones                   | Среди серых камней        | Sí        |                                         |        | amb el pseudònim Ivan Sidorov   |
| 1987 | Change of Fate                      | Перемена участи           | Sí        | Sí                                      |        |                                 |
| 1989 | The Asthenic Syndrome               | Астенический синдром      | Sí        | Sí                                      |        |                                 |
| 1992 | The Sentimental Policeman           | Чувствительный милиционер | Sí        | Sí                                      |        |                                 |
| 1994 | Passions                            | Увлеченья                 | Sí        |                                         |        |                                 |
| 1997 | Three Stories                       | Три истории               | Sí        |                                         |        |                                 |
| 1999 | Letter to America (1999 film)       | Письмо в Америку          | Sí        |                                         |        | Curt                            |
| 2001 | Minor People                        | Второстепенные люди       | Sí        | Sí                                      |        |                                 |
| 2002 | Chekhov's Motifs                    | Чеховские мотивы          | Sí        | Sí                                      |        |                                 |
| 2004 | The Tuner                           | Настройщик                | Sí        | Sí                                      |        |                                 |
| 2005 | Certification                       | Справка                   | Sí        | Borís Hersonski                         |        | Curt                            |
| 2006 | Dummy                               | Кукла                     | Sí        |                                         |        | Curt                            |
| 2007 | Two in One                          | Два в одном               | Sí        | Ievgueni Ievtuixenko i Renata Litvinova |        |                                 |
| 2009 | Melody for a Street-organ           | Мелодия для шарманки      | Sí        | Sí                                      |        |                                 |
| 2012 | Eternal Return (2012 film)          | Вечное возвращение        | Sí        | Sí                                      |        |                                 |

## Llibres
Atlant UMC va publicar un àlbum sobre el treball de Kira Muratova on l'autor de les fotos, es va limitar als fotogrames del plató, actuant com a reporter de pantalla de la pel·lícula Two-in-one.

L'any 2005, IB Tauris va publicar un estudi sobre la vida i l'obra de Muratova a la sèrie KINOfiles Filmmakers' Companion.